# John Hassall
John Hassall (Londen, 17 februari 1981) is de leadzanger en gitarist van de Engelse rockband Yeti. Hij diende daarvoor als bassist van The Libertines, waar hij tot 2004 voor speelde.
Hassall raakte op school bekend met Johnny Borrell (tegenwoordig zanger van Razorlight). Samen met Borrell kreeg hij les op Highgate School. In die periode begon Hassall met het spelen van gitaar. Enkele jaren later ontmoette hij Pete Doherty. Hij nodigde Hassall uit voor een kleine sessie samen met Doherty’s vriend Carl Barât. Het klikte en een nieuwe band was bijna gevormd: The Libertines (later zou Paul Dufour drummer worden, die op zijn beurt weer vervangen werd door Gary Powell). Hassall verliet in 2001 een klein half jaar de band om zich te richten op school. Enkele dagen voor kerstmis keerde hij terug.
The Libertines hadden veel succes in Engeland. Met hun twee albums Up the Bracket en The Libertines veroverden ze Engeland in rap tempo maar dit werd verstoord door de voortdurende drugsproblemen van Pete Doherty. In 2004 ging de band uit elkaar. Hassall ging zijn eigen weg in: hij richtte zijn eigen band op:Yeti. Zij brachten in 2008 hun debuutalbum The Legend Of Yeti Gonzales uit.

## Discografie

### MetThe Libertines
- 2002 • Up the Bracket
- 2004 • The Libertines

### MetYeti
- 2008 • The Legend Of Yeti Gonzales